# Museo etnografico russo
Il Museo etnografico russo (in russo Российский этнографический музей?), fondato nel 1902 per editto dello zar Nicola II (1894-1917), è uno dei più grandi del mondo.
Nelle sue collezioni si conservano circa mezzo milione di reperti, tra i quali oggetti di uso quotidiano, materiali di archivio, disegni, pitture, litografie e fotografie di documentazione dei secoli dal XVIII al XX secolo.
Lo scopo del museo di San Pietroburgo è documentare e conservare le culture tradizionali di oltre 150 popolazioni che vivevano nei territori dell'ex Unione Sovietica: Europa dell'Est, Siberia, Estremo Oriente Russo, Caucaso e Asia Centrale.